# جون إدي (مغني)
جون إدي (بالإنجليزية: John Eddie)‏ هو مغني أمريكي، ولد في 9 يوليو 1959.

## وصلات خارجية
- الموقع الرسمي
- جون إدي على موقع ميوزك برينز (الإنجليزية)
- جون إدي على موقع ديسكوغز (الإنجليزية)